# Max (Dakota del Nord)
Max és una població dels Estats Units a l'estat de Dakota del Nord. Segons el cens del 2000 tenia 278 habitants.

## Demografia
Segons el cens del 2000, Max tenia 278 habitants, 129 habitatges, i 74 famílies. La densitat de població era de 139,4 hab./km².
Dels 129 habitatges en un 28,7% hi vivien nens de menys de 18 anys, en un 48,8% hi vivien parelles casades, en un 7,8% dones solteres, i en un 42,6% no eren unitats familiars. En el 40,3% dels habitatges hi vivien persones soles el 27,9% de les quals corresponia a persones de 65 anys o més que vivien soles. El nombre mitjà de persones vivint en cada habitatge era de 2,16 i el nombre mitjà de persones que vivien en cada família era de 2,92.
Per edats la població es repartia de la següent manera: un 25,9% tenia menys de 18 anys, un 5,8% entre 18 i 24, un 21,9% entre 25 i 44, un 25,2% de 45 a 60 i un 21,2% 65 anys o més.
L'edat mediana era de 42 anys. Per cada 100 dones de 18 o més anys hi havia 80,7 homes.
La renda mediana per habitatge era de 27.321 $ i la renda mediana per família de 31.375 $. Els homes tenien una renda mediana de 26.250 $ mentre que les dones 16.563 $. La renda per capita de la població era de 13.640 $. Entorn del 10,8% de les famílies i el 17,9% de la població estaven per davall del llindar de pobresa.

## Poblacions més properes
El següent diagrama mostra les poblacions més properes.